# Luke Greenbank
Luke Greenbank, född 17 september 1997, är en brittisk simmare som främst tävlar i ryggsim.

## Karriär
Vid OS i Tokyo 2021 tävlade Greenbank i tre grenar. Individuellt tog han brons på 200 meter ryggsim och slutade på delad 17:e plats på 100 meter ryggsim. Greenbank var även en del av Storbritanniens lag som tog silver på 4×100 meter medley.
I juni 2022 vid VM i Budapest tog Greenbank silver på 200 meter ryggsim samt var en del av Storbritanniens kapplag tillsammans med James Wilby, James Guy och Tom Dean som tog brons på 4×100 meter medley. I augusti 2022 vid EM i Rom tog han brons på 200 meter ryggsim.
I december 2023 vid kortbane-EM i Otopeni tog Greenbank silver på 200 meter ryggsim.